# Erebti
Erebti est l'un des districts d'Éthiopie, ou woredas de la région Afar d'Éthiopie. Il porte le nom de la rivière Erebti, un ruisseau qui coule à l'est des hauts plateaux abyssins dans la dépression de  l'Afar, dont une partie se trouve dans la partie orientale de ce woreda. L'un des woredas de la zone administrative 2, Erebti est bordé au sud par la zone administrative 4, au sud-ouest par Megale, au nord-ouest par Abala, et au nord et à l'est par Afdera. La ville principale de ce woreda est Erebti ; d'autres villes incluent Doxom et Lakora. Le plus haut sommet d'Erebti est Ma Alalta à 1815m.

## Démographie
D'après le recensement de 2007 réalisé par l'Agence centrale des statistiques d'Éthiopie, ce woreda compte une population totale de 34 801 habitants, dont 19 558 hommes et 15 243 femmes; avec une superficie de 2 612,32 kilomètres carrés, Erebti a une densité de population de 13,32. Alors que 749 ou 2,15% sont des citadins, 10 481 ou 30,12% supplémentaires sont des pasteurs. Au total, 5 626 ménages ont été dénombrés dans ce woreda, ce qui donne une moyenne de 6,2 personnes par ménage et 5 697 unités de logement. 99,64% de la population se dit musulmane.
Une sécheresse en juin 2008 dans ce woreda a forcé 68 400 habitants de 13 kebeles à se réinstaller dans la ville d'Erebti, bien que les kebeles d'Haitan et d'Aleyta soient les plus touchés. Certaines des familles déplacées cherchent refuge au centre de formation des agriculteurs à Erebti tandis que d'autres vivent dans des abris en bâche érigés à proximité. Depuis leur arrivée, ils reçoivent des rations de sorgho des autorités locales, mais pas de sel, d'huile de cuisine, de légumineuses ou d'aide non alimentaire. De plus, depuis l'arrivée des populations sinistrées dans la ville, les pénuries d'eau augmentent.